# Mini PCI
Mini PCI — стандарт для підключення периферійних пристроїв до материнської плати. Це адаптація шини PCI. Він розроблений для ноутбуків і інших мініатюрних комп'ютерних пристроїв.

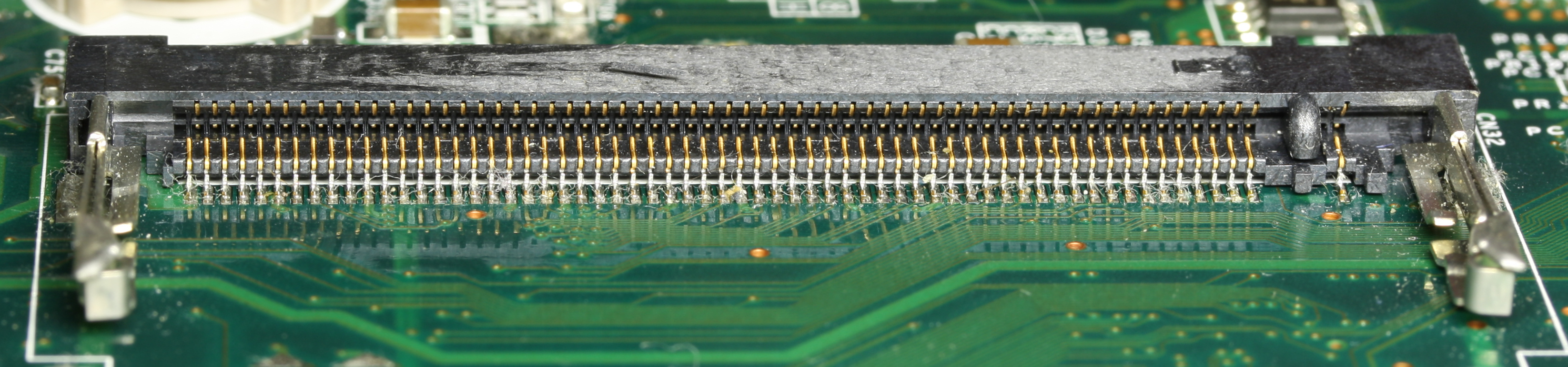
Mini PCI слот

PCI слоти занадто великі для ноутбуків, але є потреба в опціальних особливостях типу Ethernet LAN, Token Ring LAN або Bluetooth. MiniPCI карта забезпечує гнучкість, необхідну для реакції на зміни на ринку. MiniPCI і MDC стандарти дозволяють вирішити проблему сумісності периферійних пристроїв для портативних комп'ютерів.
Існує три форм-фактора: тип I, тип II, і III типу.
| Тип  | Роз'єм            | Розмір                |
| ---- | ----------------- | --------------------- |
| IA   | 100-Pin Stacking  | 7.5 × 70 × 45 мм      |
| IB   | 100-Pin Stacking  | 5.5 × 70 × 45 мм      |
| IIA  | 100-Pin Stacking  | 17.44 × 70 × 45 мм    |
| IIB  | 100-Pin Stacking  | 5.5 × 78 × 45 мм      |
| IIIA | 124-Pin Card Edge | 2,4 × 59,6 × 50.95 мм |
| IIIB | 124-Pin Card Edge | 2.4 × 59,6 × 44.6 мм  |

Mini PCI був доданий в PCI версії 2.2 для використання в ноутбуках, він використовує 32-біт, 33 МГц шину з живленням з'єднання (тільки 3,3 В; 5 В не повинна перевищувати 100 мА) і підтримкою управління шиною і DMA.